# Marcat per morir
 Marcat per morir  (títol original: Forced Vengeance) és una pel·lícula d'acció dirigida per James Fargo el 1982 i doblada al català

## Argument
Un guardià de casino s'enfronta el sindicat del crim de Hong Kong. Chuck Norris interpreta Josh Randall, cap de seguretat d'un casino a Hong Kong de la família Paschal. Una família rival (pertanyent a la màfia local), la Raimondi intenta comprar el casino però es troba amb el no rotund del Sr. Paschal. Posteriorment la família Paschal és assassinada tret de la filla petita, que escapa juntament amb Josh. Llavors començarà una persecució pels foscos carrers de Hong Kong.

## Repartiment
- Chuck Norris: Josh Randall
- Mary Louise Weller: Claire Bonner
- Bob Minor: LeRoy Nicely
- Ken Argent: Danton Lord
- Roger Behrstock: Ron DiBiasi
- J.B. Bennett: Kyle
- Howard Caine: Milt Diamond
- Michael Cavanaugh: Stan Ramandi
- Bertha Chan: Ruth
- Randy Channell: Bianchi
- Robert Emhardt: Carl Gerlich
- Peter Gee: Simon Koo
- Camila Griggs: Joy Paschal
- Susie Hall: ballarina
- Leigh Hamilton: Sally Tennant
- Steve Hulin: Kravitz
- Lloyd Kino: inspector Chen
- Brian Langley: Todd Crisp
- Frank Michael Liu: David Paschal
- Malcolm Lomax: Quirk
- Mike Lovett: Mike Caivelli
- Alan Marcus: Marcus
- Mike Norris
- Richard Norton: Herb
- Seiji Sakaguchi: Kam
- Jimmy Shaw: inspector Keck
- Bobby Shum: Brad